# دهستان سوسن شرقی
دهستان سوسن شرقی نام دهستانی در بخش سوسن شهرستان ایذه، استان خوزستان در ایران است. براساس سرشماری مرکز آمار ایران در سال ۱۳۸۵، جمعیت آن ۵۵۱۷ نفر (۹۶۵ خانوار) بوده‌است.